# Eremotylus bulbosus
Eremotylus bulbosus är en stekelart som beskrevs av Leblanc 1989. Eremotylus bulbosus ingår i släktet Eremotylus och familjen brokparasitsteklar. Inga underarter finns listade i Catalogue of Life.